# Stone (chanson)
Pour les articles homonymes, voir Stone.
Singles de Alice in Chains
Hollow
(2012) Voices
(2013)
Stone est le second single du groupe de rock américain Alice in Chains issu de leur cinquième album The Devil Put Dinosaurs Here qui est sorti le 25 mars 2013. Il dure 4 minutes et 24 secondes, qui est la plus courte composition de l'album.
La chanson est apparue sur le jeu vidéo Rocksmith 2014 sorti en 2014.